# 餐巾

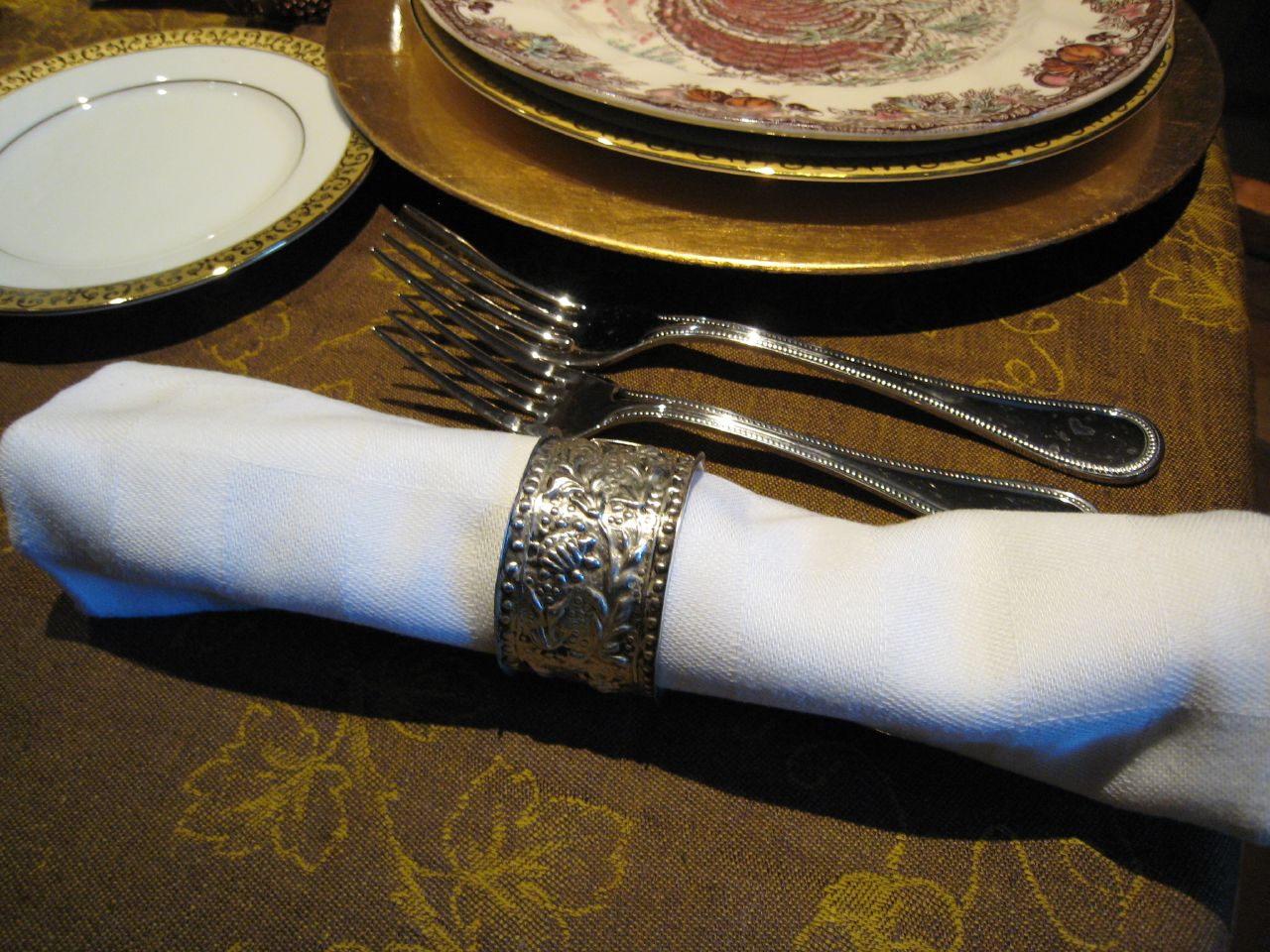
一張用餐巾環捆起來的餐巾

餐巾，亦稱口布，是在餐桌上用來擦拭嘴和手指的方形布或紙巾。它通常很小且可折疊，偶爾具有複雜的設計和形狀。

## 詞源和術語
餐巾「Napkin」一詞可追溯自14世紀，指的是用餐時用來擦拭嘴唇或手指並保護衣服的一塊布或紙。這個詞源自中世紀晚期英語的nappekin，源自古法語nappe（意為桌布，源自拉丁語mappa）加上後綴-kin。
「Napkin」也可以指一，例如英國方言中的手絹，或蘇格蘭的頭巾。
「Napkin」也可以是衛生巾「sanitary napkin」的縮寫。

## 形式

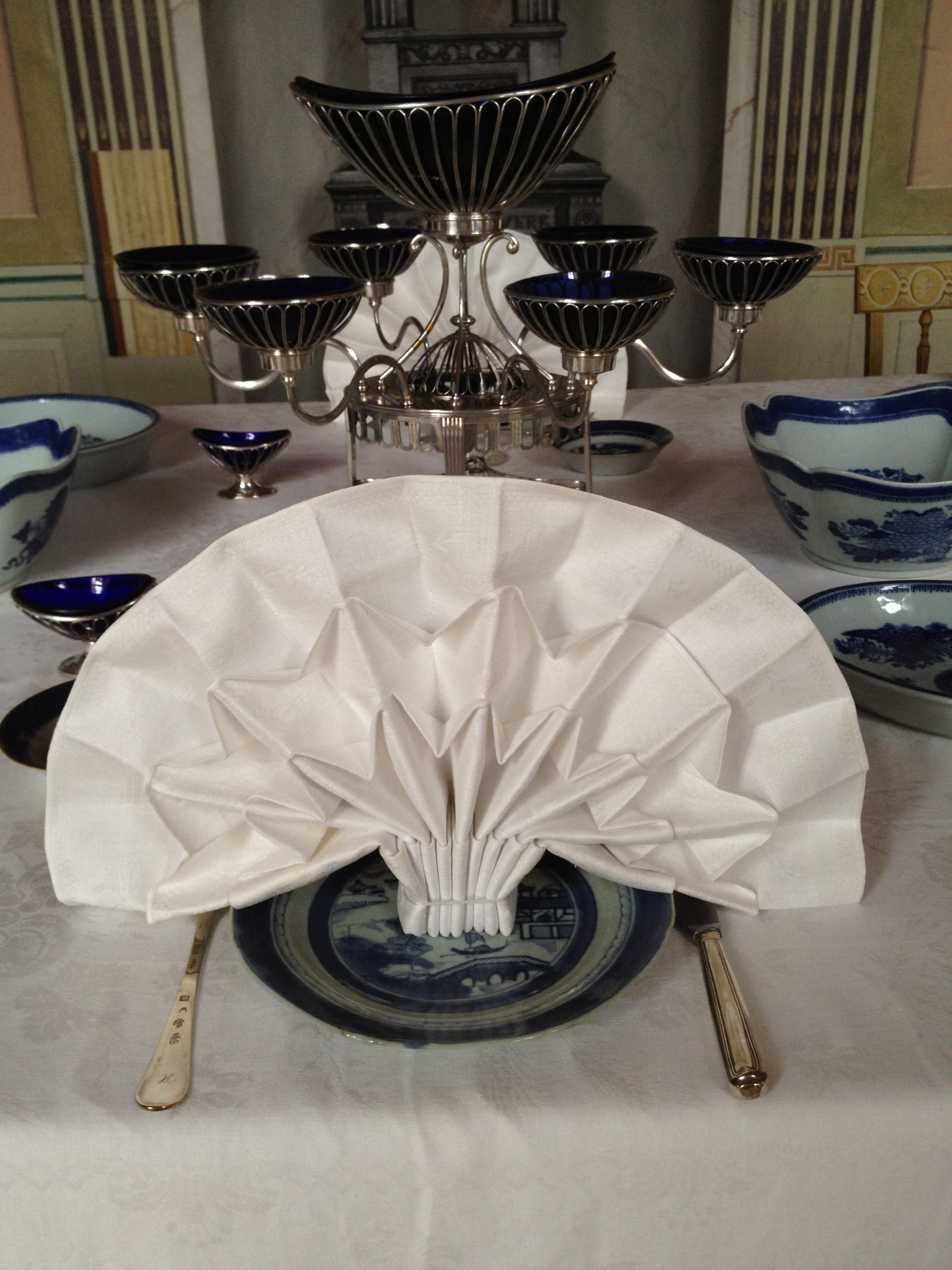
一張折疊的餐巾

傳統上，餐巾會被折疊並放置在餐具的左邊，於最外側叉子的旁邊。在餐廳環境或外燴的大廳裡，它可以被折疊成更精緻的形狀並展示在空盤子上，其技術可以使其營造出立體之感。餐巾也可以通過一個餐巾環與餐具捆綁在一起。另外，餐巾紙可以裝在一個餐巾架中。

## 歷史
餐巾歷史的摘要經常說古希臘人用麵包來擦手。這是由阿里奇弗隆的一封信（3:44）中的一段話，以及阿里斯托芬的戲劇《騎士》中賣香腸的人的所暗示的一些言論。這兩段文字中的麵包都被稱為「apomagdalia」，它的意思是來自麵包皮內部的麵包，並稱為麵包屑，而非特殊的「餐巾麵包」。餐巾在古羅馬時代也被使用。
最早提到餐巾的英文文獻之一可追溯自1384－85年。

### 餐巾紙
餐巾紙的使用在古代中國便有記載，紙張於西元前2世紀發明。當時的餐巾紙會被折疊成正方形，用於盛茶。餐巾紙的文本證據出現在對杭州市余家財產的描述中。
餐巾紙於1800年代末首次進口到美國，但直到1948年才獲得廣泛接受，當時的艾蜜麗·普斯特斷言：「使用餐巾紙比早餐時使用的亞麻餐巾要好得多」。

### 李奧納多·達文西神話
據稱，餐巾是李奧納多·達文西在1491年發明的。根據這一說法，米蘭公爵盧多維科·斯福爾扎曾將用絲帶裝飾的活兔子綁在客人的椅子上，以便客人可以在動物的背上擦手。李奧納多認為這不合適，並為每位客人贈送了一塊布。這個神話源於喬納森·魯斯和謝拉格·羅斯（Shelagh Routh）的《李奧納多的廚房筆記本》（Leonardo's Kitchen Notebooks，1987年），這是一本作為愚人節笑話出版的惡作劇書，書中聲稱在1481年發現了一本失傳已久的羅曼諾夫手稿，但它從未真正存在過。

## 外部連結
- Napkin Folding Tutorials （页面存档备份，存于），關於如何折疊餐巾的大量分步影片教程
- Serviettes and How to Fold Them （页面存档备份，存于），1890年的折疊餐巾指南
- Creative Ways to Fold Napkins （页面存档备份，存于），2023年起折疊餐巾的新風格